# Okileucauge tanikawai
Okileucauge tanikawai là một loài nhện trong họ Tetragnathidae.
Loài này thuộc chi Okileucauge. Okileucauge tanikawai được miêu tả năm 2003 bởi Zhu, Song & Zhang.